# GPU 클러스터

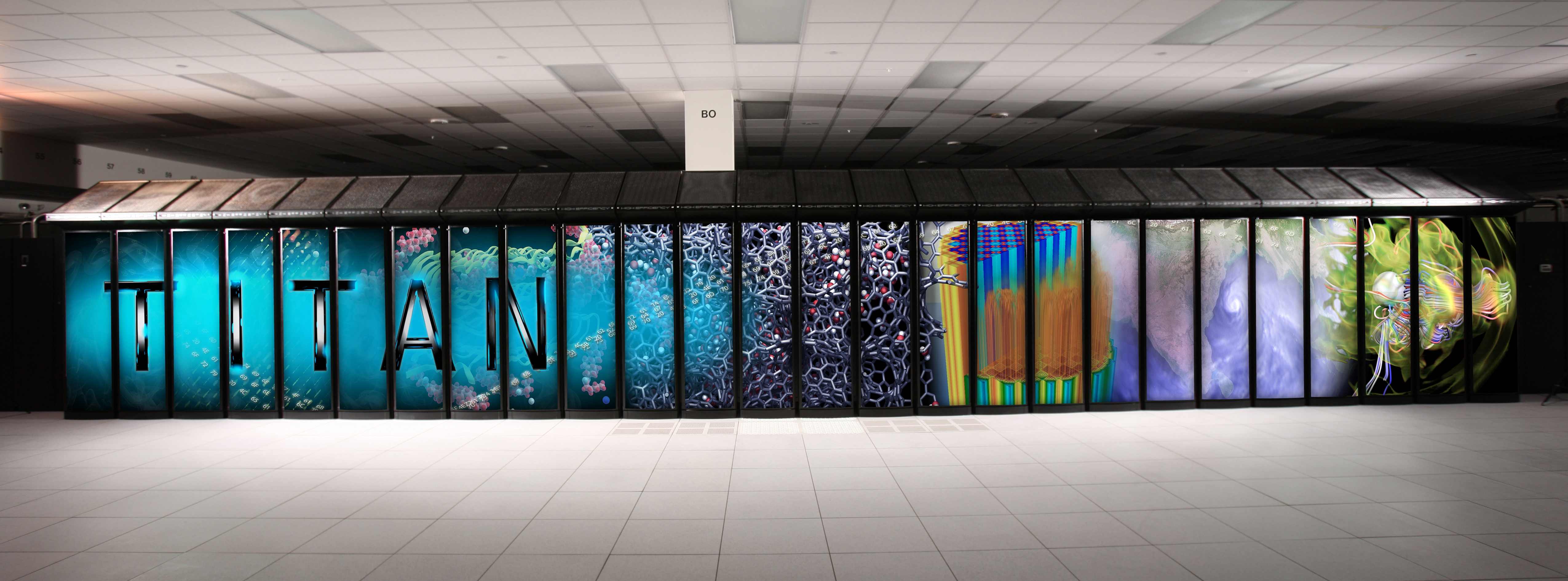
GPU를 사용한 최초의 슈퍼컴퓨터인 타이탄(Titan)

GPU 클러스터(GPU cluster)는 각 노드에 GPU(그래픽 처리 장치)가 장착된 컴퓨터 클러스터이다. GPGPU(그래픽 처리 장치)의 범용 컴퓨팅을 통해 최신 GPU의 컴퓨팅 성능을 활용하면 GPU 클러스터를 통해 매우 빠른 계산을 수행할 수 있다.

## 하드웨어(GPU)
GPU 클러스터의 하드웨어 분류는 이기종 및 동기종이라는 두 가지 범주로 분류된다.

### 이기종
두 주요 IHV의 하드웨어(AMD 및 NVIDIA)를 사용할 수 있다. 동일한 GPU의 서로 다른 모델이 사용되더라도(예: 8800GT와 8800GTX 혼합) GPU 클러스터는 이기종으로 간주된다.

### 동기종
모든 단일 GPU는 동일한 하드웨어 클래스, 제조업체 및 모델로 구성된다. (즉, 모두 동일한 양의 메모리를 가진 100개의 8800GT로 구성된 동종 클러스터)
GPU마다 활용할 수 있는 기능이 다르기 때문에 위의 의미 체계에 따라 GPU 클러스터를 분류하는 것은 주로 클러스터에서의 소프트웨어 개발을 지시한다.

## 하드웨어(기타)

### 상호 연결
컴퓨터 노드와 해당 GPU 외에도 노드 간에 데이터를 이동하려면 충분히 빠른 상호 연결이 필요하다. 상호 연결 유형은 주로 존재하는 노드 수에 따라 달라진다. 상호 연결의 예로는 기가비트 이더넷과 인피니밴드가 있다.

### 공급업체
엔비디아는 테슬라 20 시리즈 GPGPU를 사용하여 완전히 구성된 GPU 클러스터를 구축하고 제공할 수 있는 역량을 갖춘 전용 TPP(Tesla Preferred Partner) 목록을 제공한다. AMAX 인포메이션 테크놀로지스, 델, 휴렛 팩커드 및 실리콘 그래픽스는 완전한 GPU 클러스터 및 시스템 제품군을 제공하는 몇 안 되는 회사 중 일부이다.

## 소프트웨어
많은 GPU 장착 머신을 하나의 머신으로 작동시키는 데 필요한 소프트웨어 구성요소는 다음과 같다.
1. 운영 체제
2. 각 클러스터 노드에 존재하는 각 유형의 GPU에 대한 GPU 드라이버이다.
3. 클러스터링 API(예: 메시지 전달 인터페이스, MPI).
4. VirtualCL(VCL) 클러스터 플랫폼은 수정되지 않은 대부분의 응용 프로그램이 모든 장치가 로컬 컴퓨터에 있는 것처럼 클러스터의 여러 OpenCL 장치를 투명하게 활용할 수 있도록 하는 OpenCL™용 래퍼이다.

## 알고리즘 매핑
GPU 클러스터를 실행하기 위해 알고리즘을 매핑하는 것은 기존 컴퓨터 클러스터에서 실행하기 위해 알고리즘을 매핑하는 것과 다소 유사하다. (예: RAM에서 배열 조각을 배포하는 대신 텍스처가 GPU 클러스터의 노드 간에 나뉜다.)